# Ormetica pretiosa
Ormetica pretiosa är en fjärilsart som beskrevs av William Schaus 1921. Ormetica pretiosa ingår i släktet Ormetica och familjen björnspinnare. Inga underarter finns listade i Catalogue of Life.